# Attaque Durkin
Cet article utilise la notation algébrique pour décrire des coups du jeu d'échecs.
|   | a | b | c | d | e | f | g | h |   |
| 8 | Tour noire sur case blanche a8 · Cavalier noir sur case noire b8 · Fou noir sur case blanche c8 · Dame noire sur case noire d8 · Roi noir sur case blanche e8 · Fou noir sur case noire f8 · Cavalier noir sur case blanche g8 · Tour noire sur case noire h8 · Pion noir sur case noire a7 · Pion noir sur case blanche b7 · Pion noir sur case noire c7 · Pion noir sur case blanche d7 · Pion noir sur case noire e7 · Pion noir sur case blanche f7 · Pion noir sur case noire g7 · Pion noir sur case blanche h7 · Cavalier blanc sur case noire a3 · Pion blanc sur case blanche a2 · Pion blanc sur case noire b2 · Pion blanc sur case blanche c2 · Pion blanc sur case noire d2 · Pion blanc sur case blanche e2 · Pion blanc sur case noire f2 · Pion blanc sur case blanche g2 · Pion blanc sur case noire h2 · Tour blanche sur case noire a1 · Fou blanc sur case noire c1 · Dame blanche sur case blanche d1 · Roi blanc sur case noire e1 · Fou blanc sur case blanche f1 · Cavalier blanc sur case noire g1 · Tour blanche sur case blanche h1 | Tour noire sur case blanche a8 · Cavalier noir sur case noire b8 · Fou noir sur case blanche c8 · Dame noire sur case noire d8 · Roi noir sur case blanche e8 · Fou noir sur case noire f8 · Cavalier noir sur case blanche g8 · Tour noire sur case noire h8 · Pion noir sur case noire a7 · Pion noir sur case blanche b7 · Pion noir sur case noire c7 · Pion noir sur case blanche d7 · Pion noir sur case noire e7 · Pion noir sur case blanche f7 · Pion noir sur case noire g7 · Pion noir sur case blanche h7 · Cavalier blanc sur case noire a3 · Pion blanc sur case blanche a2 · Pion blanc sur case noire b2 · Pion blanc sur case blanche c2 · Pion blanc sur case noire d2 · Pion blanc sur case blanche e2 · Pion blanc sur case noire f2 · Pion blanc sur case blanche g2 · Pion blanc sur case noire h2 · Tour blanche sur case noire a1 · Fou blanc sur case noire c1 · Dame blanche sur case blanche d1 · Roi blanc sur case noire e1 · Fou blanc sur case blanche f1 · Cavalier blanc sur case noire g1 · Tour blanche sur case blanche h1 | Tour noire sur case blanche a8 · Cavalier noir sur case noire b8 · Fou noir sur case blanche c8 · Dame noire sur case noire d8 · Roi noir sur case blanche e8 · Fou noir sur case noire f8 · Cavalier noir sur case blanche g8 · Tour noire sur case noire h8 · Pion noir sur case noire a7 · Pion noir sur case blanche b7 · Pion noir sur case noire c7 · Pion noir sur case blanche d7 · Pion noir sur case noire e7 · Pion noir sur case blanche f7 · Pion noir sur case noire g7 · Pion noir sur case blanche h7 · Cavalier blanc sur case noire a3 · Pion blanc sur case blanche a2 · Pion blanc sur case noire b2 · Pion blanc sur case blanche c2 · Pion blanc sur case noire d2 · Pion blanc sur case blanche e2 · Pion blanc sur case noire f2 · Pion blanc sur case blanche g2 · Pion blanc sur case noire h2 · Tour blanche sur case noire a1 · Fou blanc sur case noire c1 · Dame blanche sur case blanche d1 · Roi blanc sur case noire e1 · Fou blanc sur case blanche f1 · Cavalier blanc sur case noire g1 · Tour blanche sur case blanche h1 | Tour noire sur case blanche a8 · Cavalier noir sur case noire b8 · Fou noir sur case blanche c8 · Dame noire sur case noire d8 · Roi noir sur case blanche e8 · Fou noir sur case noire f8 · Cavalier noir sur case blanche g8 · Tour noire sur case noire h8 · Pion noir sur case noire a7 · Pion noir sur case blanche b7 · Pion noir sur case noire c7 · Pion noir sur case blanche d7 · Pion noir sur case noire e7 · Pion noir sur case blanche f7 · Pion noir sur case noire g7 · Pion noir sur case blanche h7 · Cavalier blanc sur case noire a3 · Pion blanc sur case blanche a2 · Pion blanc sur case noire b2 · Pion blanc sur case blanche c2 · Pion blanc sur case noire d2 · Pion blanc sur case blanche e2 · Pion blanc sur case noire f2 · Pion blanc sur case blanche g2 · Pion blanc sur case noire h2 · Tour blanche sur case noire a1 · Fou blanc sur case noire c1 · Dame blanche sur case blanche d1 · Roi blanc sur case noire e1 · Fou blanc sur case blanche f1 · Cavalier blanc sur case noire g1 · Tour blanche sur case blanche h1 | Tour noire sur case blanche a8 · Cavalier noir sur case noire b8 · Fou noir sur case blanche c8 · Dame noire sur case noire d8 · Roi noir sur case blanche e8 · Fou noir sur case noire f8 · Cavalier noir sur case blanche g8 · Tour noire sur case noire h8 · Pion noir sur case noire a7 · Pion noir sur case blanche b7 · Pion noir sur case noire c7 · Pion noir sur case blanche d7 · Pion noir sur case noire e7 · Pion noir sur case blanche f7 · Pion noir sur case noire g7 · Pion noir sur case blanche h7 · Cavalier blanc sur case noire a3 · Pion blanc sur case blanche a2 · Pion blanc sur case noire b2 · Pion blanc sur case blanche c2 · Pion blanc sur case noire d2 · Pion blanc sur case blanche e2 · Pion blanc sur case noire f2 · Pion blanc sur case blanche g2 · Pion blanc sur case noire h2 · Tour blanche sur case noire a1 · Fou blanc sur case noire c1 · Dame blanche sur case blanche d1 · Roi blanc sur case noire e1 · Fou blanc sur case blanche f1 · Cavalier blanc sur case noire g1 · Tour blanche sur case blanche h1 | Tour noire sur case blanche a8 · Cavalier noir sur case noire b8 · Fou noir sur case blanche c8 · Dame noire sur case noire d8 · Roi noir sur case blanche e8 · Fou noir sur case noire f8 · Cavalier noir sur case blanche g8 · Tour noire sur case noire h8 · Pion noir sur case noire a7 · Pion noir sur case blanche b7 · Pion noir sur case noire c7 · Pion noir sur case blanche d7 · Pion noir sur case noire e7 · Pion noir sur case blanche f7 · Pion noir sur case noire g7 · Pion noir sur case blanche h7 · Cavalier blanc sur case noire a3 · Pion blanc sur case blanche a2 · Pion blanc sur case noire b2 · Pion blanc sur case blanche c2 · Pion blanc sur case noire d2 · Pion blanc sur case blanche e2 · Pion blanc sur case noire f2 · Pion blanc sur case blanche g2 · Pion blanc sur case noire h2 · Tour blanche sur case noire a1 · Fou blanc sur case noire c1 · Dame blanche sur case blanche d1 · Roi blanc sur case noire e1 · Fou blanc sur case blanche f1 · Cavalier blanc sur case noire g1 · Tour blanche sur case blanche h1 | Tour noire sur case blanche a8 · Cavalier noir sur case noire b8 · Fou noir sur case blanche c8 · Dame noire sur case noire d8 · Roi noir sur case blanche e8 · Fou noir sur case noire f8 · Cavalier noir sur case blanche g8 · Tour noire sur case noire h8 · Pion noir sur case noire a7 · Pion noir sur case blanche b7 · Pion noir sur case noire c7 · Pion noir sur case blanche d7 · Pion noir sur case noire e7 · Pion noir sur case blanche f7 · Pion noir sur case noire g7 · Pion noir sur case blanche h7 · Cavalier blanc sur case noire a3 · Pion blanc sur case blanche a2 · Pion blanc sur case noire b2 · Pion blanc sur case blanche c2 · Pion blanc sur case noire d2 · Pion blanc sur case blanche e2 · Pion blanc sur case noire f2 · Pion blanc sur case blanche g2 · Pion blanc sur case noire h2 · Tour blanche sur case noire a1 · Fou blanc sur case noire c1 · Dame blanche sur case blanche d1 · Roi blanc sur case noire e1 · Fou blanc sur case blanche f1 · Cavalier blanc sur case noire g1 · Tour blanche sur case blanche h1 | Tour noire sur case blanche a8 · Cavalier noir sur case noire b8 · Fou noir sur case blanche c8 · Dame noire sur case noire d8 · Roi noir sur case blanche e8 · Fou noir sur case noire f8 · Cavalier noir sur case blanche g8 · Tour noire sur case noire h8 · Pion noir sur case noire a7 · Pion noir sur case blanche b7 · Pion noir sur case noire c7 · Pion noir sur case blanche d7 · Pion noir sur case noire e7 · Pion noir sur case blanche f7 · Pion noir sur case noire g7 · Pion noir sur case blanche h7 · Cavalier blanc sur case noire a3 · Pion blanc sur case blanche a2 · Pion blanc sur case noire b2 · Pion blanc sur case blanche c2 · Pion blanc sur case noire d2 · Pion blanc sur case blanche e2 · Pion blanc sur case noire f2 · Pion blanc sur case blanche g2 · Pion blanc sur case noire h2 · Tour blanche sur case noire a1 · Fou blanc sur case noire c1 · Dame blanche sur case blanche d1 · Roi blanc sur case noire e1 · Fou blanc sur case blanche f1 · Cavalier blanc sur case noire g1 · Tour blanche sur case blanche h1 | 8 |
| 7 | Tour noire sur case blanche a8 · Cavalier noir sur case noire b8 · Fou noir sur case blanche c8 · Dame noire sur case noire d8 · Roi noir sur case blanche e8 · Fou noir sur case noire f8 · Cavalier noir sur case blanche g8 · Tour noire sur case noire h8 · Pion noir sur case noire a7 · Pion noir sur case blanche b7 · Pion noir sur case noire c7 · Pion noir sur case blanche d7 · Pion noir sur case noire e7 · Pion noir sur case blanche f7 · Pion noir sur case noire g7 · Pion noir sur case blanche h7 · Cavalier blanc sur case noire a3 · Pion blanc sur case blanche a2 · Pion blanc sur case noire b2 · Pion blanc sur case blanche c2 · Pion blanc sur case noire d2 · Pion blanc sur case blanche e2 · Pion blanc sur case noire f2 · Pion blanc sur case blanche g2 · Pion blanc sur case noire h2 · Tour blanche sur case noire a1 · Fou blanc sur case noire c1 · Dame blanche sur case blanche d1 · Roi blanc sur case noire e1 · Fou blanc sur case blanche f1 · Cavalier blanc sur case noire g1 · Tour blanche sur case blanche h1 | Tour noire sur case blanche a8 · Cavalier noir sur case noire b8 · Fou noir sur case blanche c8 · Dame noire sur case noire d8 · Roi noir sur case blanche e8 · Fou noir sur case noire f8 · Cavalier noir sur case blanche g8 · Tour noire sur case noire h8 · Pion noir sur case noire a7 · Pion noir sur case blanche b7 · Pion noir sur case noire c7 · Pion noir sur case blanche d7 · Pion noir sur case noire e7 · Pion noir sur case blanche f7 · Pion noir sur case noire g7 · Pion noir sur case blanche h7 · Cavalier blanc sur case noire a3 · Pion blanc sur case blanche a2 · Pion blanc sur case noire b2 · Pion blanc sur case blanche c2 · Pion blanc sur case noire d2 · Pion blanc sur case blanche e2 · Pion blanc sur case noire f2 · Pion blanc sur case blanche g2 · Pion blanc sur case noire h2 · Tour blanche sur case noire a1 · Fou blanc sur case noire c1 · Dame blanche sur case blanche d1 · Roi blanc sur case noire e1 · Fou blanc sur case blanche f1 · Cavalier blanc sur case noire g1 · Tour blanche sur case blanche h1 | Tour noire sur case blanche a8 · Cavalier noir sur case noire b8 · Fou noir sur case blanche c8 · Dame noire sur case noire d8 · Roi noir sur case blanche e8 · Fou noir sur case noire f8 · Cavalier noir sur case blanche g8 · Tour noire sur case noire h8 · Pion noir sur case noire a7 · Pion noir sur case blanche b7 · Pion noir sur case noire c7 · Pion noir sur case blanche d7 · Pion noir sur case noire e7 · Pion noir sur case blanche f7 · Pion noir sur case noire g7 · Pion noir sur case blanche h7 · Cavalier blanc sur case noire a3 · Pion blanc sur case blanche a2 · Pion blanc sur case noire b2 · Pion blanc sur case blanche c2 · Pion blanc sur case noire d2 · Pion blanc sur case blanche e2 · Pion blanc sur case noire f2 · Pion blanc sur case blanche g2 · Pion blanc sur case noire h2 · Tour blanche sur case noire a1 · Fou blanc sur case noire c1 · Dame blanche sur case blanche d1 · Roi blanc sur case noire e1 · Fou blanc sur case blanche f1 · Cavalier blanc sur case noire g1 · Tour blanche sur case blanche h1 | Tour noire sur case blanche a8 · Cavalier noir sur case noire b8 · Fou noir sur case blanche c8 · Dame noire sur case noire d8 · Roi noir sur case blanche e8 · Fou noir sur case noire f8 · Cavalier noir sur case blanche g8 · Tour noire sur case noire h8 · Pion noir sur case noire a7 · Pion noir sur case blanche b7 · Pion noir sur case noire c7 · Pion noir sur case blanche d7 · Pion noir sur case noire e7 · Pion noir sur case blanche f7 · Pion noir sur case noire g7 · Pion noir sur case blanche h7 · Cavalier blanc sur case noire a3 · Pion blanc sur case blanche a2 · Pion blanc sur case noire b2 · Pion blanc sur case blanche c2 · Pion blanc sur case noire d2 · Pion blanc sur case blanche e2 · Pion blanc sur case noire f2 · Pion blanc sur case blanche g2 · Pion blanc sur case noire h2 · Tour blanche sur case noire a1 · Fou blanc sur case noire c1 · Dame blanche sur case blanche d1 · Roi blanc sur case noire e1 · Fou blanc sur case blanche f1 · Cavalier blanc sur case noire g1 · Tour blanche sur case blanche h1 | Tour noire sur case blanche a8 · Cavalier noir sur case noire b8 · Fou noir sur case blanche c8 · Dame noire sur case noire d8 · Roi noir sur case blanche e8 · Fou noir sur case noire f8 · Cavalier noir sur case blanche g8 · Tour noire sur case noire h8 · Pion noir sur case noire a7 · Pion noir sur case blanche b7 · Pion noir sur case noire c7 · Pion noir sur case blanche d7 · Pion noir sur case noire e7 · Pion noir sur case blanche f7 · Pion noir sur case noire g7 · Pion noir sur case blanche h7 · Cavalier blanc sur case noire a3 · Pion blanc sur case blanche a2 · Pion blanc sur case noire b2 · Pion blanc sur case blanche c2 · Pion blanc sur case noire d2 · Pion blanc sur case blanche e2 · Pion blanc sur case noire f2 · Pion blanc sur case blanche g2 · Pion blanc sur case noire h2 · Tour blanche sur case noire a1 · Fou blanc sur case noire c1 · Dame blanche sur case blanche d1 · Roi blanc sur case noire e1 · Fou blanc sur case blanche f1 · Cavalier blanc sur case noire g1 · Tour blanche sur case blanche h1 | Tour noire sur case blanche a8 · Cavalier noir sur case noire b8 · Fou noir sur case blanche c8 · Dame noire sur case noire d8 · Roi noir sur case blanche e8 · Fou noir sur case noire f8 · Cavalier noir sur case blanche g8 · Tour noire sur case noire h8 · Pion noir sur case noire a7 · Pion noir sur case blanche b7 · Pion noir sur case noire c7 · Pion noir sur case blanche d7 · Pion noir sur case noire e7 · Pion noir sur case blanche f7 · Pion noir sur case noire g7 · Pion noir sur case blanche h7 · Cavalier blanc sur case noire a3 · Pion blanc sur case blanche a2 · Pion blanc sur case noire b2 · Pion blanc sur case blanche c2 · Pion blanc sur case noire d2 · Pion blanc sur case blanche e2 · Pion blanc sur case noire f2 · Pion blanc sur case blanche g2 · Pion blanc sur case noire h2 · Tour blanche sur case noire a1 · Fou blanc sur case noire c1 · Dame blanche sur case blanche d1 · Roi blanc sur case noire e1 · Fou blanc sur case blanche f1 · Cavalier blanc sur case noire g1 · Tour blanche sur case blanche h1 | Tour noire sur case blanche a8 · Cavalier noir sur case noire b8 · Fou noir sur case blanche c8 · Dame noire sur case noire d8 · Roi noir sur case blanche e8 · Fou noir sur case noire f8 · Cavalier noir sur case blanche g8 · Tour noire sur case noire h8 · Pion noir sur case noire a7 · Pion noir sur case blanche b7 · Pion noir sur case noire c7 · Pion noir sur case blanche d7 · Pion noir sur case noire e7 · Pion noir sur case blanche f7 · Pion noir sur case noire g7 · Pion noir sur case blanche h7 · Cavalier blanc sur case noire a3 · Pion blanc sur case blanche a2 · Pion blanc sur case noire b2 · Pion blanc sur case blanche c2 · Pion blanc sur case noire d2 · Pion blanc sur case blanche e2 · Pion blanc sur case noire f2 · Pion blanc sur case blanche g2 · Pion blanc sur case noire h2 · Tour blanche sur case noire a1 · Fou blanc sur case noire c1 · Dame blanche sur case blanche d1 · Roi blanc sur case noire e1 · Fou blanc sur case blanche f1 · Cavalier blanc sur case noire g1 · Tour blanche sur case blanche h1 | Tour noire sur case blanche a8 · Cavalier noir sur case noire b8 · Fou noir sur case blanche c8 · Dame noire sur case noire d8 · Roi noir sur case blanche e8 · Fou noir sur case noire f8 · Cavalier noir sur case blanche g8 · Tour noire sur case noire h8 · Pion noir sur case noire a7 · Pion noir sur case blanche b7 · Pion noir sur case noire c7 · Pion noir sur case blanche d7 · Pion noir sur case noire e7 · Pion noir sur case blanche f7 · Pion noir sur case noire g7 · Pion noir sur case blanche h7 · Cavalier blanc sur case noire a3 · Pion blanc sur case blanche a2 · Pion blanc sur case noire b2 · Pion blanc sur case blanche c2 · Pion blanc sur case noire d2 · Pion blanc sur case blanche e2 · Pion blanc sur case noire f2 · Pion blanc sur case blanche g2 · Pion blanc sur case noire h2 · Tour blanche sur case noire a1 · Fou blanc sur case noire c1 · Dame blanche sur case blanche d1 · Roi blanc sur case noire e1 · Fou blanc sur case blanche f1 · Cavalier blanc sur case noire g1 · Tour blanche sur case blanche h1 | 7 |
| 6 | Tour noire sur case blanche a8 · Cavalier noir sur case noire b8 · Fou noir sur case blanche c8 · Dame noire sur case noire d8 · Roi noir sur case blanche e8 · Fou noir sur case noire f8 · Cavalier noir sur case blanche g8 · Tour noire sur case noire h8 · Pion noir sur case noire a7 · Pion noir sur case blanche b7 · Pion noir sur case noire c7 · Pion noir sur case blanche d7 · Pion noir sur case noire e7 · Pion noir sur case blanche f7 · Pion noir sur case noire g7 · Pion noir sur case blanche h7 · Cavalier blanc sur case noire a3 · Pion blanc sur case blanche a2 · Pion blanc sur case noire b2 · Pion blanc sur case blanche c2 · Pion blanc sur case noire d2 · Pion blanc sur case blanche e2 · Pion blanc sur case noire f2 · Pion blanc sur case blanche g2 · Pion blanc sur case noire h2 · Tour blanche sur case noire a1 · Fou blanc sur case noire c1 · Dame blanche sur case blanche d1 · Roi blanc sur case noire e1 · Fou blanc sur case blanche f1 · Cavalier blanc sur case noire g1 · Tour blanche sur case blanche h1 | Tour noire sur case blanche a8 · Cavalier noir sur case noire b8 · Fou noir sur case blanche c8 · Dame noire sur case noire d8 · Roi noir sur case blanche e8 · Fou noir sur case noire f8 · Cavalier noir sur case blanche g8 · Tour noire sur case noire h8 · Pion noir sur case noire a7 · Pion noir sur case blanche b7 · Pion noir sur case noire c7 · Pion noir sur case blanche d7 · Pion noir sur case noire e7 · Pion noir sur case blanche f7 · Pion noir sur case noire g7 · Pion noir sur case blanche h7 · Cavalier blanc sur case noire a3 · Pion blanc sur case blanche a2 · Pion blanc sur case noire b2 · Pion blanc sur case blanche c2 · Pion blanc sur case noire d2 · Pion blanc sur case blanche e2 · Pion blanc sur case noire f2 · Pion blanc sur case blanche g2 · Pion blanc sur case noire h2 · Tour blanche sur case noire a1 · Fou blanc sur case noire c1 · Dame blanche sur case blanche d1 · Roi blanc sur case noire e1 · Fou blanc sur case blanche f1 · Cavalier blanc sur case noire g1 · Tour blanche sur case blanche h1 | Tour noire sur case blanche a8 · Cavalier noir sur case noire b8 · Fou noir sur case blanche c8 · Dame noire sur case noire d8 · Roi noir sur case blanche e8 · Fou noir sur case noire f8 · Cavalier noir sur case blanche g8 · Tour noire sur case noire h8 · Pion noir sur case noire a7 · Pion noir sur case blanche b7 · Pion noir sur case noire c7 · Pion noir sur case blanche d7 · Pion noir sur case noire e7 · Pion noir sur case blanche f7 · Pion noir sur case noire g7 · Pion noir sur case blanche h7 · Cavalier blanc sur case noire a3 · Pion blanc sur case blanche a2 · Pion blanc sur case noire b2 · Pion blanc sur case blanche c2 · Pion blanc sur case noire d2 · Pion blanc sur case blanche e2 · Pion blanc sur case noire f2 · Pion blanc sur case blanche g2 · Pion blanc sur case noire h2 · Tour blanche sur case noire a1 · Fou blanc sur case noire c1 · Dame blanche sur case blanche d1 · Roi blanc sur case noire e1 · Fou blanc sur case blanche f1 · Cavalier blanc sur case noire g1 · Tour blanche sur case blanche h1 | Tour noire sur case blanche a8 · Cavalier noir sur case noire b8 · Fou noir sur case blanche c8 · Dame noire sur case noire d8 · Roi noir sur case blanche e8 · Fou noir sur case noire f8 · Cavalier noir sur case blanche g8 · Tour noire sur case noire h8 · Pion noir sur case noire a7 · Pion noir sur case blanche b7 · Pion noir sur case noire c7 · Pion noir sur case blanche d7 · Pion noir sur case noire e7 · Pion noir sur case blanche f7 · Pion noir sur case noire g7 · Pion noir sur case blanche h7 · Cavalier blanc sur case noire a3 · Pion blanc sur case blanche a2 · Pion blanc sur case noire b2 · Pion blanc sur case blanche c2 · Pion blanc sur case noire d2 · Pion blanc sur case blanche e2 · Pion blanc sur case noire f2 · Pion blanc sur case blanche g2 · Pion blanc sur case noire h2 · Tour blanche sur case noire a1 · Fou blanc sur case noire c1 · Dame blanche sur case blanche d1 · Roi blanc sur case noire e1 · Fou blanc sur case blanche f1 · Cavalier blanc sur case noire g1 · Tour blanche sur case blanche h1 | Tour noire sur case blanche a8 · Cavalier noir sur case noire b8 · Fou noir sur case blanche c8 · Dame noire sur case noire d8 · Roi noir sur case blanche e8 · Fou noir sur case noire f8 · Cavalier noir sur case blanche g8 · Tour noire sur case noire h8 · Pion noir sur case noire a7 · Pion noir sur case blanche b7 · Pion noir sur case noire c7 · Pion noir sur case blanche d7 · Pion noir sur case noire e7 · Pion noir sur case blanche f7 · Pion noir sur case noire g7 · Pion noir sur case blanche h7 · Cavalier blanc sur case noire a3 · Pion blanc sur case blanche a2 · Pion blanc sur case noire b2 · Pion blanc sur case blanche c2 · Pion blanc sur case noire d2 · Pion blanc sur case blanche e2 · Pion blanc sur case noire f2 · Pion blanc sur case blanche g2 · Pion blanc sur case noire h2 · Tour blanche sur case noire a1 · Fou blanc sur case noire c1 · Dame blanche sur case blanche d1 · Roi blanc sur case noire e1 · Fou blanc sur case blanche f1 · Cavalier blanc sur case noire g1 · Tour blanche sur case blanche h1 | Tour noire sur case blanche a8 · Cavalier noir sur case noire b8 · Fou noir sur case blanche c8 · Dame noire sur case noire d8 · Roi noir sur case blanche e8 · Fou noir sur case noire f8 · Cavalier noir sur case blanche g8 · Tour noire sur case noire h8 · Pion noir sur case noire a7 · Pion noir sur case blanche b7 · Pion noir sur case noire c7 · Pion noir sur case blanche d7 · Pion noir sur case noire e7 · Pion noir sur case blanche f7 · Pion noir sur case noire g7 · Pion noir sur case blanche h7 · Cavalier blanc sur case noire a3 · Pion blanc sur case blanche a2 · Pion blanc sur case noire b2 · Pion blanc sur case blanche c2 · Pion blanc sur case noire d2 · Pion blanc sur case blanche e2 · Pion blanc sur case noire f2 · Pion blanc sur case blanche g2 · Pion blanc sur case noire h2 · Tour blanche sur case noire a1 · Fou blanc sur case noire c1 · Dame blanche sur case blanche d1 · Roi blanc sur case noire e1 · Fou blanc sur case blanche f1 · Cavalier blanc sur case noire g1 · Tour blanche sur case blanche h1 | Tour noire sur case blanche a8 · Cavalier noir sur case noire b8 · Fou noir sur case blanche c8 · Dame noire sur case noire d8 · Roi noir sur case blanche e8 · Fou noir sur case noire f8 · Cavalier noir sur case blanche g8 · Tour noire sur case noire h8 · Pion noir sur case noire a7 · Pion noir sur case blanche b7 · Pion noir sur case noire c7 · Pion noir sur case blanche d7 · Pion noir sur case noire e7 · Pion noir sur case blanche f7 · Pion noir sur case noire g7 · Pion noir sur case blanche h7 · Cavalier blanc sur case noire a3 · Pion blanc sur case blanche a2 · Pion blanc sur case noire b2 · Pion blanc sur case blanche c2 · Pion blanc sur case noire d2 · Pion blanc sur case blanche e2 · Pion blanc sur case noire f2 · Pion blanc sur case blanche g2 · Pion blanc sur case noire h2 · Tour blanche sur case noire a1 · Fou blanc sur case noire c1 · Dame blanche sur case blanche d1 · Roi blanc sur case noire e1 · Fou blanc sur case blanche f1 · Cavalier blanc sur case noire g1 · Tour blanche sur case blanche h1 | Tour noire sur case blanche a8 · Cavalier noir sur case noire b8 · Fou noir sur case blanche c8 · Dame noire sur case noire d8 · Roi noir sur case blanche e8 · Fou noir sur case noire f8 · Cavalier noir sur case blanche g8 · Tour noire sur case noire h8 · Pion noir sur case noire a7 · Pion noir sur case blanche b7 · Pion noir sur case noire c7 · Pion noir sur case blanche d7 · Pion noir sur case noire e7 · Pion noir sur case blanche f7 · Pion noir sur case noire g7 · Pion noir sur case blanche h7 · Cavalier blanc sur case noire a3 · Pion blanc sur case blanche a2 · Pion blanc sur case noire b2 · Pion blanc sur case blanche c2 · Pion blanc sur case noire d2 · Pion blanc sur case blanche e2 · Pion blanc sur case noire f2 · Pion blanc sur case blanche g2 · Pion blanc sur case noire h2 · Tour blanche sur case noire a1 · Fou blanc sur case noire c1 · Dame blanche sur case blanche d1 · Roi blanc sur case noire e1 · Fou blanc sur case blanche f1 · Cavalier blanc sur case noire g1 · Tour blanche sur case blanche h1 | 6 |
| 5 | Tour noire sur case blanche a8 · Cavalier noir sur case noire b8 · Fou noir sur case blanche c8 · Dame noire sur case noire d8 · Roi noir sur case blanche e8 · Fou noir sur case noire f8 · Cavalier noir sur case blanche g8 · Tour noire sur case noire h8 · Pion noir sur case noire a7 · Pion noir sur case blanche b7 · Pion noir sur case noire c7 · Pion noir sur case blanche d7 · Pion noir sur case noire e7 · Pion noir sur case blanche f7 · Pion noir sur case noire g7 · Pion noir sur case blanche h7 · Cavalier blanc sur case noire a3 · Pion blanc sur case blanche a2 · Pion blanc sur case noire b2 · Pion blanc sur case blanche c2 · Pion blanc sur case noire d2 · Pion blanc sur case blanche e2 · Pion blanc sur case noire f2 · Pion blanc sur case blanche g2 · Pion blanc sur case noire h2 · Tour blanche sur case noire a1 · Fou blanc sur case noire c1 · Dame blanche sur case blanche d1 · Roi blanc sur case noire e1 · Fou blanc sur case blanche f1 · Cavalier blanc sur case noire g1 · Tour blanche sur case blanche h1 | Tour noire sur case blanche a8 · Cavalier noir sur case noire b8 · Fou noir sur case blanche c8 · Dame noire sur case noire d8 · Roi noir sur case blanche e8 · Fou noir sur case noire f8 · Cavalier noir sur case blanche g8 · Tour noire sur case noire h8 · Pion noir sur case noire a7 · Pion noir sur case blanche b7 · Pion noir sur case noire c7 · Pion noir sur case blanche d7 · Pion noir sur case noire e7 · Pion noir sur case blanche f7 · Pion noir sur case noire g7 · Pion noir sur case blanche h7 · Cavalier blanc sur case noire a3 · Pion blanc sur case blanche a2 · Pion blanc sur case noire b2 · Pion blanc sur case blanche c2 · Pion blanc sur case noire d2 · Pion blanc sur case blanche e2 · Pion blanc sur case noire f2 · Pion blanc sur case blanche g2 · Pion blanc sur case noire h2 · Tour blanche sur case noire a1 · Fou blanc sur case noire c1 · Dame blanche sur case blanche d1 · Roi blanc sur case noire e1 · Fou blanc sur case blanche f1 · Cavalier blanc sur case noire g1 · Tour blanche sur case blanche h1 | Tour noire sur case blanche a8 · Cavalier noir sur case noire b8 · Fou noir sur case blanche c8 · Dame noire sur case noire d8 · Roi noir sur case blanche e8 · Fou noir sur case noire f8 · Cavalier noir sur case blanche g8 · Tour noire sur case noire h8 · Pion noir sur case noire a7 · Pion noir sur case blanche b7 · Pion noir sur case noire c7 · Pion noir sur case blanche d7 · Pion noir sur case noire e7 · Pion noir sur case blanche f7 · Pion noir sur case noire g7 · Pion noir sur case blanche h7 · Cavalier blanc sur case noire a3 · Pion blanc sur case blanche a2 · Pion blanc sur case noire b2 · Pion blanc sur case blanche c2 · Pion blanc sur case noire d2 · Pion blanc sur case blanche e2 · Pion blanc sur case noire f2 · Pion blanc sur case blanche g2 · Pion blanc sur case noire h2 · Tour blanche sur case noire a1 · Fou blanc sur case noire c1 · Dame blanche sur case blanche d1 · Roi blanc sur case noire e1 · Fou blanc sur case blanche f1 · Cavalier blanc sur case noire g1 · Tour blanche sur case blanche h1 | Tour noire sur case blanche a8 · Cavalier noir sur case noire b8 · Fou noir sur case blanche c8 · Dame noire sur case noire d8 · Roi noir sur case blanche e8 · Fou noir sur case noire f8 · Cavalier noir sur case blanche g8 · Tour noire sur case noire h8 · Pion noir sur case noire a7 · Pion noir sur case blanche b7 · Pion noir sur case noire c7 · Pion noir sur case blanche d7 · Pion noir sur case noire e7 · Pion noir sur case blanche f7 · Pion noir sur case noire g7 · Pion noir sur case blanche h7 · Cavalier blanc sur case noire a3 · Pion blanc sur case blanche a2 · Pion blanc sur case noire b2 · Pion blanc sur case blanche c2 · Pion blanc sur case noire d2 · Pion blanc sur case blanche e2 · Pion blanc sur case noire f2 · Pion blanc sur case blanche g2 · Pion blanc sur case noire h2 · Tour blanche sur case noire a1 · Fou blanc sur case noire c1 · Dame blanche sur case blanche d1 · Roi blanc sur case noire e1 · Fou blanc sur case blanche f1 · Cavalier blanc sur case noire g1 · Tour blanche sur case blanche h1 | Tour noire sur case blanche a8 · Cavalier noir sur case noire b8 · Fou noir sur case blanche c8 · Dame noire sur case noire d8 · Roi noir sur case blanche e8 · Fou noir sur case noire f8 · Cavalier noir sur case blanche g8 · Tour noire sur case noire h8 · Pion noir sur case noire a7 · Pion noir sur case blanche b7 · Pion noir sur case noire c7 · Pion noir sur case blanche d7 · Pion noir sur case noire e7 · Pion noir sur case blanche f7 · Pion noir sur case noire g7 · Pion noir sur case blanche h7 · Cavalier blanc sur case noire a3 · Pion blanc sur case blanche a2 · Pion blanc sur case noire b2 · Pion blanc sur case blanche c2 · Pion blanc sur case noire d2 · Pion blanc sur case blanche e2 · Pion blanc sur case noire f2 · Pion blanc sur case blanche g2 · Pion blanc sur case noire h2 · Tour blanche sur case noire a1 · Fou blanc sur case noire c1 · Dame blanche sur case blanche d1 · Roi blanc sur case noire e1 · Fou blanc sur case blanche f1 · Cavalier blanc sur case noire g1 · Tour blanche sur case blanche h1 | Tour noire sur case blanche a8 · Cavalier noir sur case noire b8 · Fou noir sur case blanche c8 · Dame noire sur case noire d8 · Roi noir sur case blanche e8 · Fou noir sur case noire f8 · Cavalier noir sur case blanche g8 · Tour noire sur case noire h8 · Pion noir sur case noire a7 · Pion noir sur case blanche b7 · Pion noir sur case noire c7 · Pion noir sur case blanche d7 · Pion noir sur case noire e7 · Pion noir sur case blanche f7 · Pion noir sur case noire g7 · Pion noir sur case blanche h7 · Cavalier blanc sur case noire a3 · Pion blanc sur case blanche a2 · Pion blanc sur case noire b2 · Pion blanc sur case blanche c2 · Pion blanc sur case noire d2 · Pion blanc sur case blanche e2 · Pion blanc sur case noire f2 · Pion blanc sur case blanche g2 · Pion blanc sur case noire h2 · Tour blanche sur case noire a1 · Fou blanc sur case noire c1 · Dame blanche sur case blanche d1 · Roi blanc sur case noire e1 · Fou blanc sur case blanche f1 · Cavalier blanc sur case noire g1 · Tour blanche sur case blanche h1 | Tour noire sur case blanche a8 · Cavalier noir sur case noire b8 · Fou noir sur case blanche c8 · Dame noire sur case noire d8 · Roi noir sur case blanche e8 · Fou noir sur case noire f8 · Cavalier noir sur case blanche g8 · Tour noire sur case noire h8 · Pion noir sur case noire a7 · Pion noir sur case blanche b7 · Pion noir sur case noire c7 · Pion noir sur case blanche d7 · Pion noir sur case noire e7 · Pion noir sur case blanche f7 · Pion noir sur case noire g7 · Pion noir sur case blanche h7 · Cavalier blanc sur case noire a3 · Pion blanc sur case blanche a2 · Pion blanc sur case noire b2 · Pion blanc sur case blanche c2 · Pion blanc sur case noire d2 · Pion blanc sur case blanche e2 · Pion blanc sur case noire f2 · Pion blanc sur case blanche g2 · Pion blanc sur case noire h2 · Tour blanche sur case noire a1 · Fou blanc sur case noire c1 · Dame blanche sur case blanche d1 · Roi blanc sur case noire e1 · Fou blanc sur case blanche f1 · Cavalier blanc sur case noire g1 · Tour blanche sur case blanche h1 | Tour noire sur case blanche a8 · Cavalier noir sur case noire b8 · Fou noir sur case blanche c8 · Dame noire sur case noire d8 · Roi noir sur case blanche e8 · Fou noir sur case noire f8 · Cavalier noir sur case blanche g8 · Tour noire sur case noire h8 · Pion noir sur case noire a7 · Pion noir sur case blanche b7 · Pion noir sur case noire c7 · Pion noir sur case blanche d7 · Pion noir sur case noire e7 · Pion noir sur case blanche f7 · Pion noir sur case noire g7 · Pion noir sur case blanche h7 · Cavalier blanc sur case noire a3 · Pion blanc sur case blanche a2 · Pion blanc sur case noire b2 · Pion blanc sur case blanche c2 · Pion blanc sur case noire d2 · Pion blanc sur case blanche e2 · Pion blanc sur case noire f2 · Pion blanc sur case blanche g2 · Pion blanc sur case noire h2 · Tour blanche sur case noire a1 · Fou blanc sur case noire c1 · Dame blanche sur case blanche d1 · Roi blanc sur case noire e1 · Fou blanc sur case blanche f1 · Cavalier blanc sur case noire g1 · Tour blanche sur case blanche h1 | 5 |
| 4 | Tour noire sur case blanche a8 · Cavalier noir sur case noire b8 · Fou noir sur case blanche c8 · Dame noire sur case noire d8 · Roi noir sur case blanche e8 · Fou noir sur case noire f8 · Cavalier noir sur case blanche g8 · Tour noire sur case noire h8 · Pion noir sur case noire a7 · Pion noir sur case blanche b7 · Pion noir sur case noire c7 · Pion noir sur case blanche d7 · Pion noir sur case noire e7 · Pion noir sur case blanche f7 · Pion noir sur case noire g7 · Pion noir sur case blanche h7 · Cavalier blanc sur case noire a3 · Pion blanc sur case blanche a2 · Pion blanc sur case noire b2 · Pion blanc sur case blanche c2 · Pion blanc sur case noire d2 · Pion blanc sur case blanche e2 · Pion blanc sur case noire f2 · Pion blanc sur case blanche g2 · Pion blanc sur case noire h2 · Tour blanche sur case noire a1 · Fou blanc sur case noire c1 · Dame blanche sur case blanche d1 · Roi blanc sur case noire e1 · Fou blanc sur case blanche f1 · Cavalier blanc sur case noire g1 · Tour blanche sur case blanche h1 | Tour noire sur case blanche a8 · Cavalier noir sur case noire b8 · Fou noir sur case blanche c8 · Dame noire sur case noire d8 · Roi noir sur case blanche e8 · Fou noir sur case noire f8 · Cavalier noir sur case blanche g8 · Tour noire sur case noire h8 · Pion noir sur case noire a7 · Pion noir sur case blanche b7 · Pion noir sur case noire c7 · Pion noir sur case blanche d7 · Pion noir sur case noire e7 · Pion noir sur case blanche f7 · Pion noir sur case noire g7 · Pion noir sur case blanche h7 · Cavalier blanc sur case noire a3 · Pion blanc sur case blanche a2 · Pion blanc sur case noire b2 · Pion blanc sur case blanche c2 · Pion blanc sur case noire d2 · Pion blanc sur case blanche e2 · Pion blanc sur case noire f2 · Pion blanc sur case blanche g2 · Pion blanc sur case noire h2 · Tour blanche sur case noire a1 · Fou blanc sur case noire c1 · Dame blanche sur case blanche d1 · Roi blanc sur case noire e1 · Fou blanc sur case blanche f1 · Cavalier blanc sur case noire g1 · Tour blanche sur case blanche h1 | Tour noire sur case blanche a8 · Cavalier noir sur case noire b8 · Fou noir sur case blanche c8 · Dame noire sur case noire d8 · Roi noir sur case blanche e8 · Fou noir sur case noire f8 · Cavalier noir sur case blanche g8 · Tour noire sur case noire h8 · Pion noir sur case noire a7 · Pion noir sur case blanche b7 · Pion noir sur case noire c7 · Pion noir sur case blanche d7 · Pion noir sur case noire e7 · Pion noir sur case blanche f7 · Pion noir sur case noire g7 · Pion noir sur case blanche h7 · Cavalier blanc sur case noire a3 · Pion blanc sur case blanche a2 · Pion blanc sur case noire b2 · Pion blanc sur case blanche c2 · Pion blanc sur case noire d2 · Pion blanc sur case blanche e2 · Pion blanc sur case noire f2 · Pion blanc sur case blanche g2 · Pion blanc sur case noire h2 · Tour blanche sur case noire a1 · Fou blanc sur case noire c1 · Dame blanche sur case blanche d1 · Roi blanc sur case noire e1 · Fou blanc sur case blanche f1 · Cavalier blanc sur case noire g1 · Tour blanche sur case blanche h1 | Tour noire sur case blanche a8 · Cavalier noir sur case noire b8 · Fou noir sur case blanche c8 · Dame noire sur case noire d8 · Roi noir sur case blanche e8 · Fou noir sur case noire f8 · Cavalier noir sur case blanche g8 · Tour noire sur case noire h8 · Pion noir sur case noire a7 · Pion noir sur case blanche b7 · Pion noir sur case noire c7 · Pion noir sur case blanche d7 · Pion noir sur case noire e7 · Pion noir sur case blanche f7 · Pion noir sur case noire g7 · Pion noir sur case blanche h7 · Cavalier blanc sur case noire a3 · Pion blanc sur case blanche a2 · Pion blanc sur case noire b2 · Pion blanc sur case blanche c2 · Pion blanc sur case noire d2 · Pion blanc sur case blanche e2 · Pion blanc sur case noire f2 · Pion blanc sur case blanche g2 · Pion blanc sur case noire h2 · Tour blanche sur case noire a1 · Fou blanc sur case noire c1 · Dame blanche sur case blanche d1 · Roi blanc sur case noire e1 · Fou blanc sur case blanche f1 · Cavalier blanc sur case noire g1 · Tour blanche sur case blanche h1 | Tour noire sur case blanche a8 · Cavalier noir sur case noire b8 · Fou noir sur case blanche c8 · Dame noire sur case noire d8 · Roi noir sur case blanche e8 · Fou noir sur case noire f8 · Cavalier noir sur case blanche g8 · Tour noire sur case noire h8 · Pion noir sur case noire a7 · Pion noir sur case blanche b7 · Pion noir sur case noire c7 · Pion noir sur case blanche d7 · Pion noir sur case noire e7 · Pion noir sur case blanche f7 · Pion noir sur case noire g7 · Pion noir sur case blanche h7 · Cavalier blanc sur case noire a3 · Pion blanc sur case blanche a2 · Pion blanc sur case noire b2 · Pion blanc sur case blanche c2 · Pion blanc sur case noire d2 · Pion blanc sur case blanche e2 · Pion blanc sur case noire f2 · Pion blanc sur case blanche g2 · Pion blanc sur case noire h2 · Tour blanche sur case noire a1 · Fou blanc sur case noire c1 · Dame blanche sur case blanche d1 · Roi blanc sur case noire e1 · Fou blanc sur case blanche f1 · Cavalier blanc sur case noire g1 · Tour blanche sur case blanche h1 | Tour noire sur case blanche a8 · Cavalier noir sur case noire b8 · Fou noir sur case blanche c8 · Dame noire sur case noire d8 · Roi noir sur case blanche e8 · Fou noir sur case noire f8 · Cavalier noir sur case blanche g8 · Tour noire sur case noire h8 · Pion noir sur case noire a7 · Pion noir sur case blanche b7 · Pion noir sur case noire c7 · Pion noir sur case blanche d7 · Pion noir sur case noire e7 · Pion noir sur case blanche f7 · Pion noir sur case noire g7 · Pion noir sur case blanche h7 · Cavalier blanc sur case noire a3 · Pion blanc sur case blanche a2 · Pion blanc sur case noire b2 · Pion blanc sur case blanche c2 · Pion blanc sur case noire d2 · Pion blanc sur case blanche e2 · Pion blanc sur case noire f2 · Pion blanc sur case blanche g2 · Pion blanc sur case noire h2 · Tour blanche sur case noire a1 · Fou blanc sur case noire c1 · Dame blanche sur case blanche d1 · Roi blanc sur case noire e1 · Fou blanc sur case blanche f1 · Cavalier blanc sur case noire g1 · Tour blanche sur case blanche h1 | Tour noire sur case blanche a8 · Cavalier noir sur case noire b8 · Fou noir sur case blanche c8 · Dame noire sur case noire d8 · Roi noir sur case blanche e8 · Fou noir sur case noire f8 · Cavalier noir sur case blanche g8 · Tour noire sur case noire h8 · Pion noir sur case noire a7 · Pion noir sur case blanche b7 · Pion noir sur case noire c7 · Pion noir sur case blanche d7 · Pion noir sur case noire e7 · Pion noir sur case blanche f7 · Pion noir sur case noire g7 · Pion noir sur case blanche h7 · Cavalier blanc sur case noire a3 · Pion blanc sur case blanche a2 · Pion blanc sur case noire b2 · Pion blanc sur case blanche c2 · Pion blanc sur case noire d2 · Pion blanc sur case blanche e2 · Pion blanc sur case noire f2 · Pion blanc sur case blanche g2 · Pion blanc sur case noire h2 · Tour blanche sur case noire a1 · Fou blanc sur case noire c1 · Dame blanche sur case blanche d1 · Roi blanc sur case noire e1 · Fou blanc sur case blanche f1 · Cavalier blanc sur case noire g1 · Tour blanche sur case blanche h1 | Tour noire sur case blanche a8 · Cavalier noir sur case noire b8 · Fou noir sur case blanche c8 · Dame noire sur case noire d8 · Roi noir sur case blanche e8 · Fou noir sur case noire f8 · Cavalier noir sur case blanche g8 · Tour noire sur case noire h8 · Pion noir sur case noire a7 · Pion noir sur case blanche b7 · Pion noir sur case noire c7 · Pion noir sur case blanche d7 · Pion noir sur case noire e7 · Pion noir sur case blanche f7 · Pion noir sur case noire g7 · Pion noir sur case blanche h7 · Cavalier blanc sur case noire a3 · Pion blanc sur case blanche a2 · Pion blanc sur case noire b2 · Pion blanc sur case blanche c2 · Pion blanc sur case noire d2 · Pion blanc sur case blanche e2 · Pion blanc sur case noire f2 · Pion blanc sur case blanche g2 · Pion blanc sur case noire h2 · Tour blanche sur case noire a1 · Fou blanc sur case noire c1 · Dame blanche sur case blanche d1 · Roi blanc sur case noire e1 · Fou blanc sur case blanche f1 · Cavalier blanc sur case noire g1 · Tour blanche sur case blanche h1 | 4 |
| 3 | Tour noire sur case blanche a8 · Cavalier noir sur case noire b8 · Fou noir sur case blanche c8 · Dame noire sur case noire d8 · Roi noir sur case blanche e8 · Fou noir sur case noire f8 · Cavalier noir sur case blanche g8 · Tour noire sur case noire h8 · Pion noir sur case noire a7 · Pion noir sur case blanche b7 · Pion noir sur case noire c7 · Pion noir sur case blanche d7 · Pion noir sur case noire e7 · Pion noir sur case blanche f7 · Pion noir sur case noire g7 · Pion noir sur case blanche h7 · Cavalier blanc sur case noire a3 · Pion blanc sur case blanche a2 · Pion blanc sur case noire b2 · Pion blanc sur case blanche c2 · Pion blanc sur case noire d2 · Pion blanc sur case blanche e2 · Pion blanc sur case noire f2 · Pion blanc sur case blanche g2 · Pion blanc sur case noire h2 · Tour blanche sur case noire a1 · Fou blanc sur case noire c1 · Dame blanche sur case blanche d1 · Roi blanc sur case noire e1 · Fou blanc sur case blanche f1 · Cavalier blanc sur case noire g1 · Tour blanche sur case blanche h1 | Tour noire sur case blanche a8 · Cavalier noir sur case noire b8 · Fou noir sur case blanche c8 · Dame noire sur case noire d8 · Roi noir sur case blanche e8 · Fou noir sur case noire f8 · Cavalier noir sur case blanche g8 · Tour noire sur case noire h8 · Pion noir sur case noire a7 · Pion noir sur case blanche b7 · Pion noir sur case noire c7 · Pion noir sur case blanche d7 · Pion noir sur case noire e7 · Pion noir sur case blanche f7 · Pion noir sur case noire g7 · Pion noir sur case blanche h7 · Cavalier blanc sur case noire a3 · Pion blanc sur case blanche a2 · Pion blanc sur case noire b2 · Pion blanc sur case blanche c2 · Pion blanc sur case noire d2 · Pion blanc sur case blanche e2 · Pion blanc sur case noire f2 · Pion blanc sur case blanche g2 · Pion blanc sur case noire h2 · Tour blanche sur case noire a1 · Fou blanc sur case noire c1 · Dame blanche sur case blanche d1 · Roi blanc sur case noire e1 · Fou blanc sur case blanche f1 · Cavalier blanc sur case noire g1 · Tour blanche sur case blanche h1 | Tour noire sur case blanche a8 · Cavalier noir sur case noire b8 · Fou noir sur case blanche c8 · Dame noire sur case noire d8 · Roi noir sur case blanche e8 · Fou noir sur case noire f8 · Cavalier noir sur case blanche g8 · Tour noire sur case noire h8 · Pion noir sur case noire a7 · Pion noir sur case blanche b7 · Pion noir sur case noire c7 · Pion noir sur case blanche d7 · Pion noir sur case noire e7 · Pion noir sur case blanche f7 · Pion noir sur case noire g7 · Pion noir sur case blanche h7 · Cavalier blanc sur case noire a3 · Pion blanc sur case blanche a2 · Pion blanc sur case noire b2 · Pion blanc sur case blanche c2 · Pion blanc sur case noire d2 · Pion blanc sur case blanche e2 · Pion blanc sur case noire f2 · Pion blanc sur case blanche g2 · Pion blanc sur case noire h2 · Tour blanche sur case noire a1 · Fou blanc sur case noire c1 · Dame blanche sur case blanche d1 · Roi blanc sur case noire e1 · Fou blanc sur case blanche f1 · Cavalier blanc sur case noire g1 · Tour blanche sur case blanche h1 | Tour noire sur case blanche a8 · Cavalier noir sur case noire b8 · Fou noir sur case blanche c8 · Dame noire sur case noire d8 · Roi noir sur case blanche e8 · Fou noir sur case noire f8 · Cavalier noir sur case blanche g8 · Tour noire sur case noire h8 · Pion noir sur case noire a7 · Pion noir sur case blanche b7 · Pion noir sur case noire c7 · Pion noir sur case blanche d7 · Pion noir sur case noire e7 · Pion noir sur case blanche f7 · Pion noir sur case noire g7 · Pion noir sur case blanche h7 · Cavalier blanc sur case noire a3 · Pion blanc sur case blanche a2 · Pion blanc sur case noire b2 · Pion blanc sur case blanche c2 · Pion blanc sur case noire d2 · Pion blanc sur case blanche e2 · Pion blanc sur case noire f2 · Pion blanc sur case blanche g2 · Pion blanc sur case noire h2 · Tour blanche sur case noire a1 · Fou blanc sur case noire c1 · Dame blanche sur case blanche d1 · Roi blanc sur case noire e1 · Fou blanc sur case blanche f1 · Cavalier blanc sur case noire g1 · Tour blanche sur case blanche h1 | Tour noire sur case blanche a8 · Cavalier noir sur case noire b8 · Fou noir sur case blanche c8 · Dame noire sur case noire d8 · Roi noir sur case blanche e8 · Fou noir sur case noire f8 · Cavalier noir sur case blanche g8 · Tour noire sur case noire h8 · Pion noir sur case noire a7 · Pion noir sur case blanche b7 · Pion noir sur case noire c7 · Pion noir sur case blanche d7 · Pion noir sur case noire e7 · Pion noir sur case blanche f7 · Pion noir sur case noire g7 · Pion noir sur case blanche h7 · Cavalier blanc sur case noire a3 · Pion blanc sur case blanche a2 · Pion blanc sur case noire b2 · Pion blanc sur case blanche c2 · Pion blanc sur case noire d2 · Pion blanc sur case blanche e2 · Pion blanc sur case noire f2 · Pion blanc sur case blanche g2 · Pion blanc sur case noire h2 · Tour blanche sur case noire a1 · Fou blanc sur case noire c1 · Dame blanche sur case blanche d1 · Roi blanc sur case noire e1 · Fou blanc sur case blanche f1 · Cavalier blanc sur case noire g1 · Tour blanche sur case blanche h1 | Tour noire sur case blanche a8 · Cavalier noir sur case noire b8 · Fou noir sur case blanche c8 · Dame noire sur case noire d8 · Roi noir sur case blanche e8 · Fou noir sur case noire f8 · Cavalier noir sur case blanche g8 · Tour noire sur case noire h8 · Pion noir sur case noire a7 · Pion noir sur case blanche b7 · Pion noir sur case noire c7 · Pion noir sur case blanche d7 · Pion noir sur case noire e7 · Pion noir sur case blanche f7 · Pion noir sur case noire g7 · Pion noir sur case blanche h7 · Cavalier blanc sur case noire a3 · Pion blanc sur case blanche a2 · Pion blanc sur case noire b2 · Pion blanc sur case blanche c2 · Pion blanc sur case noire d2 · Pion blanc sur case blanche e2 · Pion blanc sur case noire f2 · Pion blanc sur case blanche g2 · Pion blanc sur case noire h2 · Tour blanche sur case noire a1 · Fou blanc sur case noire c1 · Dame blanche sur case blanche d1 · Roi blanc sur case noire e1 · Fou blanc sur case blanche f1 · Cavalier blanc sur case noire g1 · Tour blanche sur case blanche h1 | Tour noire sur case blanche a8 · Cavalier noir sur case noire b8 · Fou noir sur case blanche c8 · Dame noire sur case noire d8 · Roi noir sur case blanche e8 · Fou noir sur case noire f8 · Cavalier noir sur case blanche g8 · Tour noire sur case noire h8 · Pion noir sur case noire a7 · Pion noir sur case blanche b7 · Pion noir sur case noire c7 · Pion noir sur case blanche d7 · Pion noir sur case noire e7 · Pion noir sur case blanche f7 · Pion noir sur case noire g7 · Pion noir sur case blanche h7 · Cavalier blanc sur case noire a3 · Pion blanc sur case blanche a2 · Pion blanc sur case noire b2 · Pion blanc sur case blanche c2 · Pion blanc sur case noire d2 · Pion blanc sur case blanche e2 · Pion blanc sur case noire f2 · Pion blanc sur case blanche g2 · Pion blanc sur case noire h2 · Tour blanche sur case noire a1 · Fou blanc sur case noire c1 · Dame blanche sur case blanche d1 · Roi blanc sur case noire e1 · Fou blanc sur case blanche f1 · Cavalier blanc sur case noire g1 · Tour blanche sur case blanche h1 | Tour noire sur case blanche a8 · Cavalier noir sur case noire b8 · Fou noir sur case blanche c8 · Dame noire sur case noire d8 · Roi noir sur case blanche e8 · Fou noir sur case noire f8 · Cavalier noir sur case blanche g8 · Tour noire sur case noire h8 · Pion noir sur case noire a7 · Pion noir sur case blanche b7 · Pion noir sur case noire c7 · Pion noir sur case blanche d7 · Pion noir sur case noire e7 · Pion noir sur case blanche f7 · Pion noir sur case noire g7 · Pion noir sur case blanche h7 · Cavalier blanc sur case noire a3 · Pion blanc sur case blanche a2 · Pion blanc sur case noire b2 · Pion blanc sur case blanche c2 · Pion blanc sur case noire d2 · Pion blanc sur case blanche e2 · Pion blanc sur case noire f2 · Pion blanc sur case blanche g2 · Pion blanc sur case noire h2 · Tour blanche sur case noire a1 · Fou blanc sur case noire c1 · Dame blanche sur case blanche d1 · Roi blanc sur case noire e1 · Fou blanc sur case blanche f1 · Cavalier blanc sur case noire g1 · Tour blanche sur case blanche h1 | 3 |
| 2 | Tour noire sur case blanche a8 · Cavalier noir sur case noire b8 · Fou noir sur case blanche c8 · Dame noire sur case noire d8 · Roi noir sur case blanche e8 · Fou noir sur case noire f8 · Cavalier noir sur case blanche g8 · Tour noire sur case noire h8 · Pion noir sur case noire a7 · Pion noir sur case blanche b7 · Pion noir sur case noire c7 · Pion noir sur case blanche d7 · Pion noir sur case noire e7 · Pion noir sur case blanche f7 · Pion noir sur case noire g7 · Pion noir sur case blanche h7 · Cavalier blanc sur case noire a3 · Pion blanc sur case blanche a2 · Pion blanc sur case noire b2 · Pion blanc sur case blanche c2 · Pion blanc sur case noire d2 · Pion blanc sur case blanche e2 · Pion blanc sur case noire f2 · Pion blanc sur case blanche g2 · Pion blanc sur case noire h2 · Tour blanche sur case noire a1 · Fou blanc sur case noire c1 · Dame blanche sur case blanche d1 · Roi blanc sur case noire e1 · Fou blanc sur case blanche f1 · Cavalier blanc sur case noire g1 · Tour blanche sur case blanche h1 | Tour noire sur case blanche a8 · Cavalier noir sur case noire b8 · Fou noir sur case blanche c8 · Dame noire sur case noire d8 · Roi noir sur case blanche e8 · Fou noir sur case noire f8 · Cavalier noir sur case blanche g8 · Tour noire sur case noire h8 · Pion noir sur case noire a7 · Pion noir sur case blanche b7 · Pion noir sur case noire c7 · Pion noir sur case blanche d7 · Pion noir sur case noire e7 · Pion noir sur case blanche f7 · Pion noir sur case noire g7 · Pion noir sur case blanche h7 · Cavalier blanc sur case noire a3 · Pion blanc sur case blanche a2 · Pion blanc sur case noire b2 · Pion blanc sur case blanche c2 · Pion blanc sur case noire d2 · Pion blanc sur case blanche e2 · Pion blanc sur case noire f2 · Pion blanc sur case blanche g2 · Pion blanc sur case noire h2 · Tour blanche sur case noire a1 · Fou blanc sur case noire c1 · Dame blanche sur case blanche d1 · Roi blanc sur case noire e1 · Fou blanc sur case blanche f1 · Cavalier blanc sur case noire g1 · Tour blanche sur case blanche h1 | Tour noire sur case blanche a8 · Cavalier noir sur case noire b8 · Fou noir sur case blanche c8 · Dame noire sur case noire d8 · Roi noir sur case blanche e8 · Fou noir sur case noire f8 · Cavalier noir sur case blanche g8 · Tour noire sur case noire h8 · Pion noir sur case noire a7 · Pion noir sur case blanche b7 · Pion noir sur case noire c7 · Pion noir sur case blanche d7 · Pion noir sur case noire e7 · Pion noir sur case blanche f7 · Pion noir sur case noire g7 · Pion noir sur case blanche h7 · Cavalier blanc sur case noire a3 · Pion blanc sur case blanche a2 · Pion blanc sur case noire b2 · Pion blanc sur case blanche c2 · Pion blanc sur case noire d2 · Pion blanc sur case blanche e2 · Pion blanc sur case noire f2 · Pion blanc sur case blanche g2 · Pion blanc sur case noire h2 · Tour blanche sur case noire a1 · Fou blanc sur case noire c1 · Dame blanche sur case blanche d1 · Roi blanc sur case noire e1 · Fou blanc sur case blanche f1 · Cavalier blanc sur case noire g1 · Tour blanche sur case blanche h1 | Tour noire sur case blanche a8 · Cavalier noir sur case noire b8 · Fou noir sur case blanche c8 · Dame noire sur case noire d8 · Roi noir sur case blanche e8 · Fou noir sur case noire f8 · Cavalier noir sur case blanche g8 · Tour noire sur case noire h8 · Pion noir sur case noire a7 · Pion noir sur case blanche b7 · Pion noir sur case noire c7 · Pion noir sur case blanche d7 · Pion noir sur case noire e7 · Pion noir sur case blanche f7 · Pion noir sur case noire g7 · Pion noir sur case blanche h7 · Cavalier blanc sur case noire a3 · Pion blanc sur case blanche a2 · Pion blanc sur case noire b2 · Pion blanc sur case blanche c2 · Pion blanc sur case noire d2 · Pion blanc sur case blanche e2 · Pion blanc sur case noire f2 · Pion blanc sur case blanche g2 · Pion blanc sur case noire h2 · Tour blanche sur case noire a1 · Fou blanc sur case noire c1 · Dame blanche sur case blanche d1 · Roi blanc sur case noire e1 · Fou blanc sur case blanche f1 · Cavalier blanc sur case noire g1 · Tour blanche sur case blanche h1 | Tour noire sur case blanche a8 · Cavalier noir sur case noire b8 · Fou noir sur case blanche c8 · Dame noire sur case noire d8 · Roi noir sur case blanche e8 · Fou noir sur case noire f8 · Cavalier noir sur case blanche g8 · Tour noire sur case noire h8 · Pion noir sur case noire a7 · Pion noir sur case blanche b7 · Pion noir sur case noire c7 · Pion noir sur case blanche d7 · Pion noir sur case noire e7 · Pion noir sur case blanche f7 · Pion noir sur case noire g7 · Pion noir sur case blanche h7 · Cavalier blanc sur case noire a3 · Pion blanc sur case blanche a2 · Pion blanc sur case noire b2 · Pion blanc sur case blanche c2 · Pion blanc sur case noire d2 · Pion blanc sur case blanche e2 · Pion blanc sur case noire f2 · Pion blanc sur case blanche g2 · Pion blanc sur case noire h2 · Tour blanche sur case noire a1 · Fou blanc sur case noire c1 · Dame blanche sur case blanche d1 · Roi blanc sur case noire e1 · Fou blanc sur case blanche f1 · Cavalier blanc sur case noire g1 · Tour blanche sur case blanche h1 | Tour noire sur case blanche a8 · Cavalier noir sur case noire b8 · Fou noir sur case blanche c8 · Dame noire sur case noire d8 · Roi noir sur case blanche e8 · Fou noir sur case noire f8 · Cavalier noir sur case blanche g8 · Tour noire sur case noire h8 · Pion noir sur case noire a7 · Pion noir sur case blanche b7 · Pion noir sur case noire c7 · Pion noir sur case blanche d7 · Pion noir sur case noire e7 · Pion noir sur case blanche f7 · Pion noir sur case noire g7 · Pion noir sur case blanche h7 · Cavalier blanc sur case noire a3 · Pion blanc sur case blanche a2 · Pion blanc sur case noire b2 · Pion blanc sur case blanche c2 · Pion blanc sur case noire d2 · Pion blanc sur case blanche e2 · Pion blanc sur case noire f2 · Pion blanc sur case blanche g2 · Pion blanc sur case noire h2 · Tour blanche sur case noire a1 · Fou blanc sur case noire c1 · Dame blanche sur case blanche d1 · Roi blanc sur case noire e1 · Fou blanc sur case blanche f1 · Cavalier blanc sur case noire g1 · Tour blanche sur case blanche h1 | Tour noire sur case blanche a8 · Cavalier noir sur case noire b8 · Fou noir sur case blanche c8 · Dame noire sur case noire d8 · Roi noir sur case blanche e8 · Fou noir sur case noire f8 · Cavalier noir sur case blanche g8 · Tour noire sur case noire h8 · Pion noir sur case noire a7 · Pion noir sur case blanche b7 · Pion noir sur case noire c7 · Pion noir sur case blanche d7 · Pion noir sur case noire e7 · Pion noir sur case blanche f7 · Pion noir sur case noire g7 · Pion noir sur case blanche h7 · Cavalier blanc sur case noire a3 · Pion blanc sur case blanche a2 · Pion blanc sur case noire b2 · Pion blanc sur case blanche c2 · Pion blanc sur case noire d2 · Pion blanc sur case blanche e2 · Pion blanc sur case noire f2 · Pion blanc sur case blanche g2 · Pion blanc sur case noire h2 · Tour blanche sur case noire a1 · Fou blanc sur case noire c1 · Dame blanche sur case blanche d1 · Roi blanc sur case noire e1 · Fou blanc sur case blanche f1 · Cavalier blanc sur case noire g1 · Tour blanche sur case blanche h1 | Tour noire sur case blanche a8 · Cavalier noir sur case noire b8 · Fou noir sur case blanche c8 · Dame noire sur case noire d8 · Roi noir sur case blanche e8 · Fou noir sur case noire f8 · Cavalier noir sur case blanche g8 · Tour noire sur case noire h8 · Pion noir sur case noire a7 · Pion noir sur case blanche b7 · Pion noir sur case noire c7 · Pion noir sur case blanche d7 · Pion noir sur case noire e7 · Pion noir sur case blanche f7 · Pion noir sur case noire g7 · Pion noir sur case blanche h7 · Cavalier blanc sur case noire a3 · Pion blanc sur case blanche a2 · Pion blanc sur case noire b2 · Pion blanc sur case blanche c2 · Pion blanc sur case noire d2 · Pion blanc sur case blanche e2 · Pion blanc sur case noire f2 · Pion blanc sur case blanche g2 · Pion blanc sur case noire h2 · Tour blanche sur case noire a1 · Fou blanc sur case noire c1 · Dame blanche sur case blanche d1 · Roi blanc sur case noire e1 · Fou blanc sur case blanche f1 · Cavalier blanc sur case noire g1 · Tour blanche sur case blanche h1 | 2 |
| 1 | Tour noire sur case blanche a8 · Cavalier noir sur case noire b8 · Fou noir sur case blanche c8 · Dame noire sur case noire d8 · Roi noir sur case blanche e8 · Fou noir sur case noire f8 · Cavalier noir sur case blanche g8 · Tour noire sur case noire h8 · Pion noir sur case noire a7 · Pion noir sur case blanche b7 · Pion noir sur case noire c7 · Pion noir sur case blanche d7 · Pion noir sur case noire e7 · Pion noir sur case blanche f7 · Pion noir sur case noire g7 · Pion noir sur case blanche h7 · Cavalier blanc sur case noire a3 · Pion blanc sur case blanche a2 · Pion blanc sur case noire b2 · Pion blanc sur case blanche c2 · Pion blanc sur case noire d2 · Pion blanc sur case blanche e2 · Pion blanc sur case noire f2 · Pion blanc sur case blanche g2 · Pion blanc sur case noire h2 · Tour blanche sur case noire a1 · Fou blanc sur case noire c1 · Dame blanche sur case blanche d1 · Roi blanc sur case noire e1 · Fou blanc sur case blanche f1 · Cavalier blanc sur case noire g1 · Tour blanche sur case blanche h1 | Tour noire sur case blanche a8 · Cavalier noir sur case noire b8 · Fou noir sur case blanche c8 · Dame noire sur case noire d8 · Roi noir sur case blanche e8 · Fou noir sur case noire f8 · Cavalier noir sur case blanche g8 · Tour noire sur case noire h8 · Pion noir sur case noire a7 · Pion noir sur case blanche b7 · Pion noir sur case noire c7 · Pion noir sur case blanche d7 · Pion noir sur case noire e7 · Pion noir sur case blanche f7 · Pion noir sur case noire g7 · Pion noir sur case blanche h7 · Cavalier blanc sur case noire a3 · Pion blanc sur case blanche a2 · Pion blanc sur case noire b2 · Pion blanc sur case blanche c2 · Pion blanc sur case noire d2 · Pion blanc sur case blanche e2 · Pion blanc sur case noire f2 · Pion blanc sur case blanche g2 · Pion blanc sur case noire h2 · Tour blanche sur case noire a1 · Fou blanc sur case noire c1 · Dame blanche sur case blanche d1 · Roi blanc sur case noire e1 · Fou blanc sur case blanche f1 · Cavalier blanc sur case noire g1 · Tour blanche sur case blanche h1 | Tour noire sur case blanche a8 · Cavalier noir sur case noire b8 · Fou noir sur case blanche c8 · Dame noire sur case noire d8 · Roi noir sur case blanche e8 · Fou noir sur case noire f8 · Cavalier noir sur case blanche g8 · Tour noire sur case noire h8 · Pion noir sur case noire a7 · Pion noir sur case blanche b7 · Pion noir sur case noire c7 · Pion noir sur case blanche d7 · Pion noir sur case noire e7 · Pion noir sur case blanche f7 · Pion noir sur case noire g7 · Pion noir sur case blanche h7 · Cavalier blanc sur case noire a3 · Pion blanc sur case blanche a2 · Pion blanc sur case noire b2 · Pion blanc sur case blanche c2 · Pion blanc sur case noire d2 · Pion blanc sur case blanche e2 · Pion blanc sur case noire f2 · Pion blanc sur case blanche g2 · Pion blanc sur case noire h2 · Tour blanche sur case noire a1 · Fou blanc sur case noire c1 · Dame blanche sur case blanche d1 · Roi blanc sur case noire e1 · Fou blanc sur case blanche f1 · Cavalier blanc sur case noire g1 · Tour blanche sur case blanche h1 | Tour noire sur case blanche a8 · Cavalier noir sur case noire b8 · Fou noir sur case blanche c8 · Dame noire sur case noire d8 · Roi noir sur case blanche e8 · Fou noir sur case noire f8 · Cavalier noir sur case blanche g8 · Tour noire sur case noire h8 · Pion noir sur case noire a7 · Pion noir sur case blanche b7 · Pion noir sur case noire c7 · Pion noir sur case blanche d7 · Pion noir sur case noire e7 · Pion noir sur case blanche f7 · Pion noir sur case noire g7 · Pion noir sur case blanche h7 · Cavalier blanc sur case noire a3 · Pion blanc sur case blanche a2 · Pion blanc sur case noire b2 · Pion blanc sur case blanche c2 · Pion blanc sur case noire d2 · Pion blanc sur case blanche e2 · Pion blanc sur case noire f2 · Pion blanc sur case blanche g2 · Pion blanc sur case noire h2 · Tour blanche sur case noire a1 · Fou blanc sur case noire c1 · Dame blanche sur case blanche d1 · Roi blanc sur case noire e1 · Fou blanc sur case blanche f1 · Cavalier blanc sur case noire g1 · Tour blanche sur case blanche h1 | Tour noire sur case blanche a8 · Cavalier noir sur case noire b8 · Fou noir sur case blanche c8 · Dame noire sur case noire d8 · Roi noir sur case blanche e8 · Fou noir sur case noire f8 · Cavalier noir sur case blanche g8 · Tour noire sur case noire h8 · Pion noir sur case noire a7 · Pion noir sur case blanche b7 · Pion noir sur case noire c7 · Pion noir sur case blanche d7 · Pion noir sur case noire e7 · Pion noir sur case blanche f7 · Pion noir sur case noire g7 · Pion noir sur case blanche h7 · Cavalier blanc sur case noire a3 · Pion blanc sur case blanche a2 · Pion blanc sur case noire b2 · Pion blanc sur case blanche c2 · Pion blanc sur case noire d2 · Pion blanc sur case blanche e2 · Pion blanc sur case noire f2 · Pion blanc sur case blanche g2 · Pion blanc sur case noire h2 · Tour blanche sur case noire a1 · Fou blanc sur case noire c1 · Dame blanche sur case blanche d1 · Roi blanc sur case noire e1 · Fou blanc sur case blanche f1 · Cavalier blanc sur case noire g1 · Tour blanche sur case blanche h1 | Tour noire sur case blanche a8 · Cavalier noir sur case noire b8 · Fou noir sur case blanche c8 · Dame noire sur case noire d8 · Roi noir sur case blanche e8 · Fou noir sur case noire f8 · Cavalier noir sur case blanche g8 · Tour noire sur case noire h8 · Pion noir sur case noire a7 · Pion noir sur case blanche b7 · Pion noir sur case noire c7 · Pion noir sur case blanche d7 · Pion noir sur case noire e7 · Pion noir sur case blanche f7 · Pion noir sur case noire g7 · Pion noir sur case blanche h7 · Cavalier blanc sur case noire a3 · Pion blanc sur case blanche a2 · Pion blanc sur case noire b2 · Pion blanc sur case blanche c2 · Pion blanc sur case noire d2 · Pion blanc sur case blanche e2 · Pion blanc sur case noire f2 · Pion blanc sur case blanche g2 · Pion blanc sur case noire h2 · Tour blanche sur case noire a1 · Fou blanc sur case noire c1 · Dame blanche sur case blanche d1 · Roi blanc sur case noire e1 · Fou blanc sur case blanche f1 · Cavalier blanc sur case noire g1 · Tour blanche sur case blanche h1 | Tour noire sur case blanche a8 · Cavalier noir sur case noire b8 · Fou noir sur case blanche c8 · Dame noire sur case noire d8 · Roi noir sur case blanche e8 · Fou noir sur case noire f8 · Cavalier noir sur case blanche g8 · Tour noire sur case noire h8 · Pion noir sur case noire a7 · Pion noir sur case blanche b7 · Pion noir sur case noire c7 · Pion noir sur case blanche d7 · Pion noir sur case noire e7 · Pion noir sur case blanche f7 · Pion noir sur case noire g7 · Pion noir sur case blanche h7 · Cavalier blanc sur case noire a3 · Pion blanc sur case blanche a2 · Pion blanc sur case noire b2 · Pion blanc sur case blanche c2 · Pion blanc sur case noire d2 · Pion blanc sur case blanche e2 · Pion blanc sur case noire f2 · Pion blanc sur case blanche g2 · Pion blanc sur case noire h2 · Tour blanche sur case noire a1 · Fou blanc sur case noire c1 · Dame blanche sur case blanche d1 · Roi blanc sur case noire e1 · Fou blanc sur case blanche f1 · Cavalier blanc sur case noire g1 · Tour blanche sur case blanche h1 | Tour noire sur case blanche a8 · Cavalier noir sur case noire b8 · Fou noir sur case blanche c8 · Dame noire sur case noire d8 · Roi noir sur case blanche e8 · Fou noir sur case noire f8 · Cavalier noir sur case blanche g8 · Tour noire sur case noire h8 · Pion noir sur case noire a7 · Pion noir sur case blanche b7 · Pion noir sur case noire c7 · Pion noir sur case blanche d7 · Pion noir sur case noire e7 · Pion noir sur case blanche f7 · Pion noir sur case noire g7 · Pion noir sur case blanche h7 · Cavalier blanc sur case noire a3 · Pion blanc sur case blanche a2 · Pion blanc sur case noire b2 · Pion blanc sur case blanche c2 · Pion blanc sur case noire d2 · Pion blanc sur case blanche e2 · Pion blanc sur case noire f2 · Pion blanc sur case blanche g2 · Pion blanc sur case noire h2 · Tour blanche sur case noire a1 · Fou blanc sur case noire c1 · Dame blanche sur case blanche d1 · Roi blanc sur case noire e1 · Fou blanc sur case blanche f1 · Cavalier blanc sur case noire g1 · Tour blanche sur case blanche h1 | 1 |
|   | a | b | c | d | e | f | g | h |   |

Aux échecs, l'attaque Durkin, aussi appelée ouverture sodium (Ca3 est noté Na3 en anglais et Na est le symbole chimique du sodium) est une ouverture irrégulière caractérisée par le coup : 1. Ca3.

## Plan
Le but de 1.Ca3 est de bloquer une possible fourchette du côté dame, ce que ferait un cavalier en c2. Il favorise le grand roque et une attaque au roi adverse. Cette ouverture peut aussi favoriser un fianchetto côté dame, contrairement avec un cavalier en c3.